# 1817 en musique classique
| \| • Retour à la chronologie générale de la musique classique • \| |
| Grèce • Rome • Haut Moyen Âge • VIIIe siècle • IXe siècle • Xe siècle • XIe siècle XIIe siècle • XIIIe siècle • XIVe siècle • XVe siècle • XVIe siècle • XVIIe siècle XVIIIe siècle • XIXe siècle • XXe siècle • XXIe siècle |
| • Retour à la chronologie générale de la musique classique • |

| Années en musique classique : 1814 - 1815 - 1816 - 1817 - 1818 - 1819 - 1820    |
| Décennies en musique classique : 1780 - 1790 - 1800 - 1810 - 1820 - 1830 - 1840 |

Cet article présente les faits marquants de l'année 1817 en musique.

## Événements
- 23 janvier : création de Abradate e Dircea de Paolo Bonfichi (ca), au Teatro Regio de Turin
- 25 janvier : création au Teatro Valle de Rome de La Cenerentola, dernier opéra-comique composé par Gioachino Rossini pour le public italien sur un livret est de Jacopo Ferretti, d’après le conte Cendrillon de Charles Perrault.
- janvier : La donna di Bessarabia de Giuseppe Farinelli, au Teatro San Moisè de Venise[1].
- Fondation du Conservatoire de Vienne.
- février : Schubert compose compose le lied, La jeune fille et la mort (Der Tod und das Mädchen) D.531 op. 7 no 3.
- mars : Schubert compose l'un de ses lieder les plus connus, An die Musik.
- 7 avril : création de La gioventù di Cesare de Stefano Pavesi, à la Scala de Milan
- 31 mai : création de La gazza ladra (La Pie voleuse), premier opéra italien de Gioachino Rossini à La Scala.
- juillet : Schubert compose compose le lied, La Truite D.550, op. 32.
- 19 juillet : création au Teatro Nuovo de Padoue de Romilda e Costanza, opéra de Giacomo Meyerbeer.
- 11 novembre : création de L'Armida, opéra de Gioachino Rossini au théâtre San Carlo de Naples.

## Prix de Rome
1er Prix : Désiré-Alexandre Batton, 2e Prix : Fromental Halévy avec la cantate La Mort d’Adonis.

## Naissances

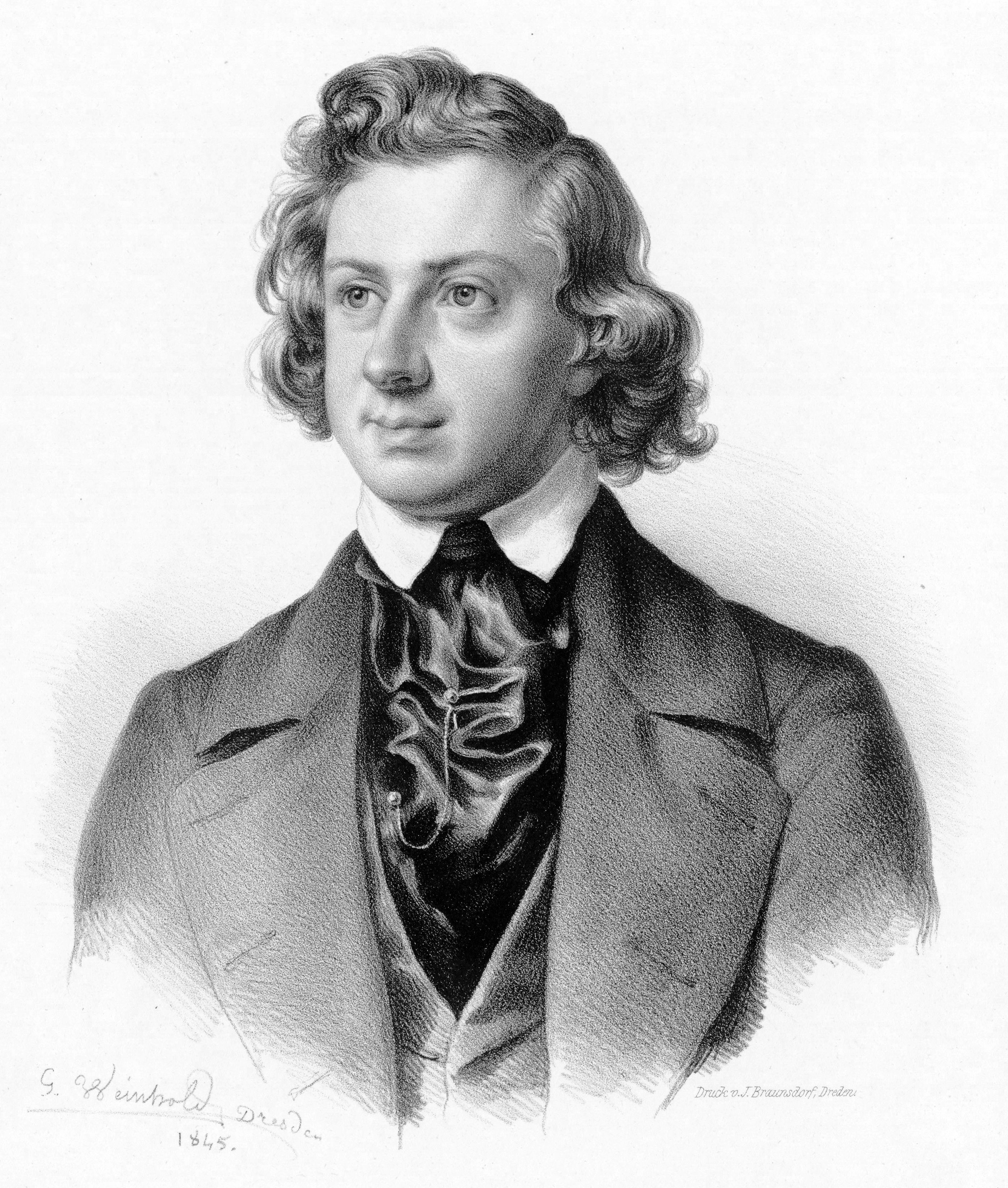
Niels Gade

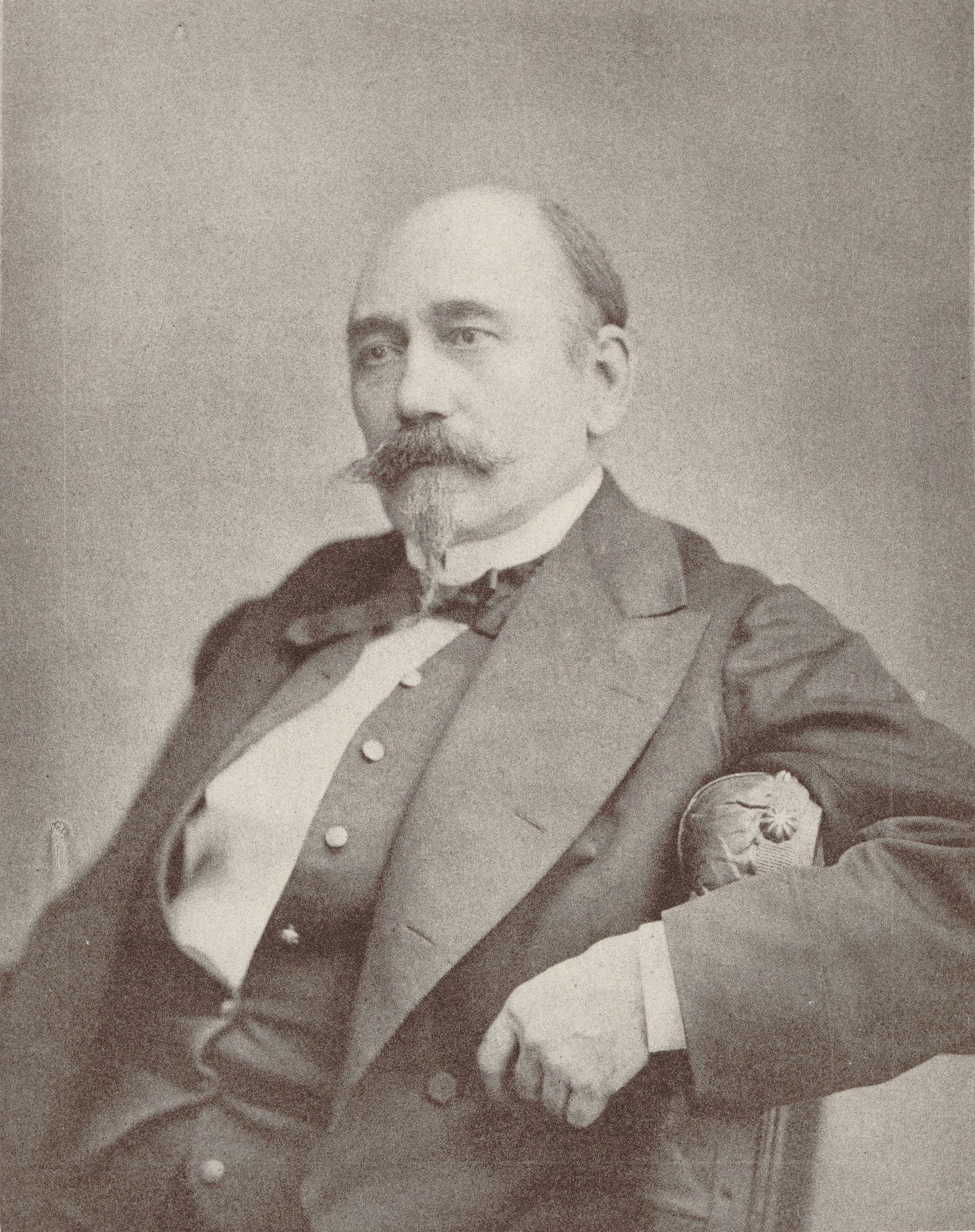
Louis-Aimé Maillart

- 19 janvier : Joseph Gregoir, pianiste et compositeur belge († 29 octobre 1876).
- 13 février : Sainte-Foy, ténor d'opéra français († 1er avril 1877).
- 22 février : Niels Wilhelm Gade, compositeur danois († 21 décembre 1890).
- 16 mars : Jules d'Aoust, compositeur français († 21 janvier 1886).
- 24 mars : Louis-Aimé Maillart, compositeur français († 26 mai 1871).
- 2 avril : Teodulo Mabellini, compositeur italien († 10 mars 1897).
- 5 avril : Settimio Malvezzi, ténor italien († 31 août 1889).
- 12 avril : Paul Delisse, tromboniste et pédagogue français († 8 septembre 1888).
- 21 avril : Peter Ludwig Hertel, compositeur et arrangeur allemand († 13 juin 1899).
- 1er mai : Caroline Reinagle, compositrice, pianiste et écrivain anglaise († 11 mars 1892).
- 18 mai : Marcelina Czartoryska, pianiste et aristocrate polonaise († 5 juin 1894).
- 31 mai : Edme-Marie-Ernest Deldevez, violoniste, compositeur et chef d'orchestre français († 6 novembre 1897).
- 17 juillet : Ignace Leybach, pianiste, organiste et compositeur français († 23 mai 1891).
- 28 juillet : Adolphe Deloffre, chef d'orchestre et violoniste français († 8 janvier 1876).
- 23 septembre : Léon Kreutzer, compositeur et critique musical français († 6 octobre 1868).
- 5 octobre : Eduard Franck, compositeur et pianiste allemand († 1er décembre 1893).
- 26 octobre : Teresa De Giuli-Borsi, cantatrice italienne († 18 novembre 1877).
- 12 novembre : Gustav Nottebohm, musicologue, éditeur de musique, pianiste, compositeur, et professeur de musique allemand († 29 octobre 1882).
- 13 novembre : Louis James Alfred Lefébure-Wély, organiste, improvisateur et compositeur français († 31 décembre 1869).
- 19 décembre : Charles Dancla, violoniste et compositeur français († 10 octobre 1907).

Date indéterminée
- Salvatore Agnelli, compositeur italien († 1878).
- Carlo Pedrotti, compositeur italien († 16 octobre 1893).
- Jules-Henry Vachot, chanteur, directeur de théâtre et dramaturge français († 1884).

## Décès

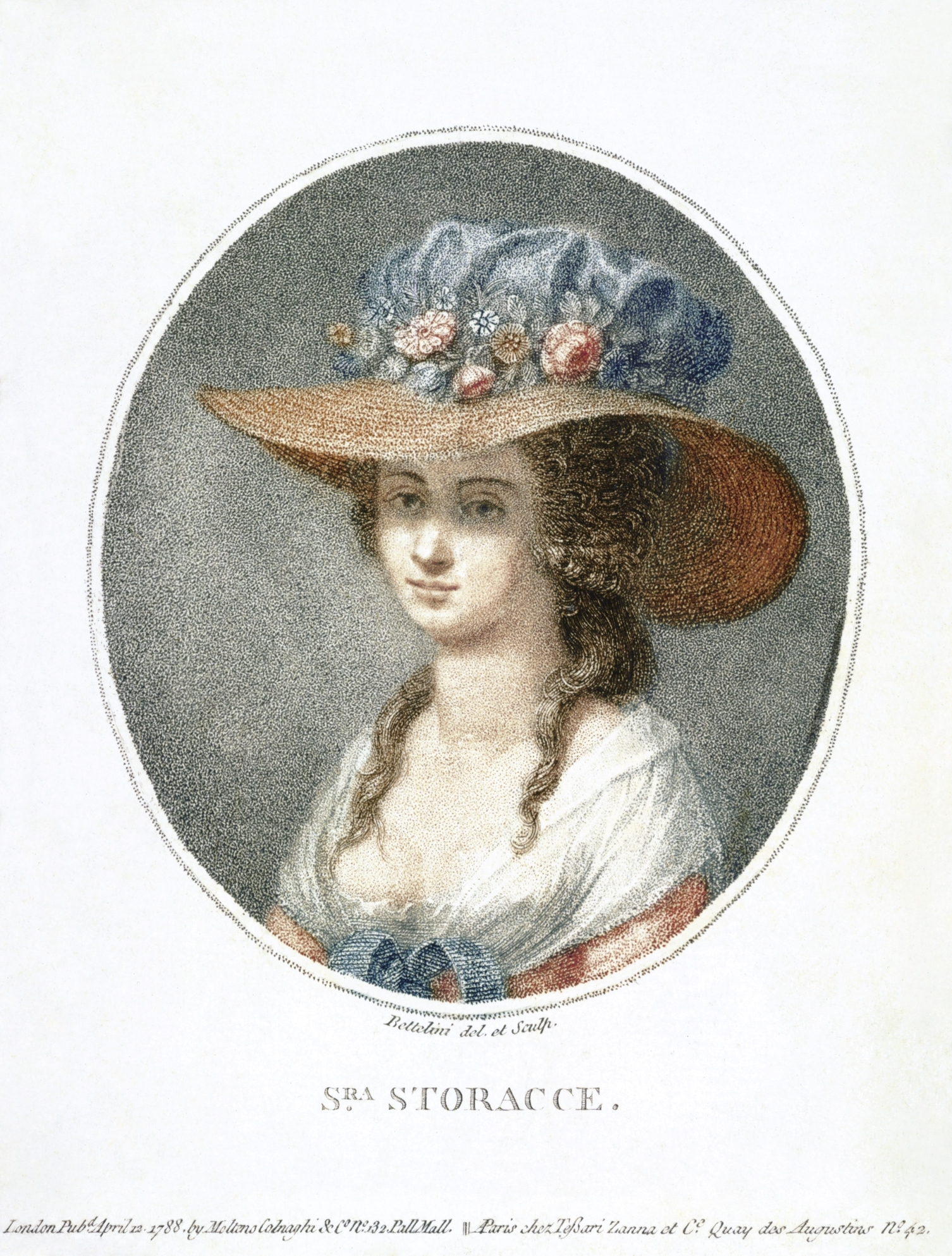
Nancy Storace

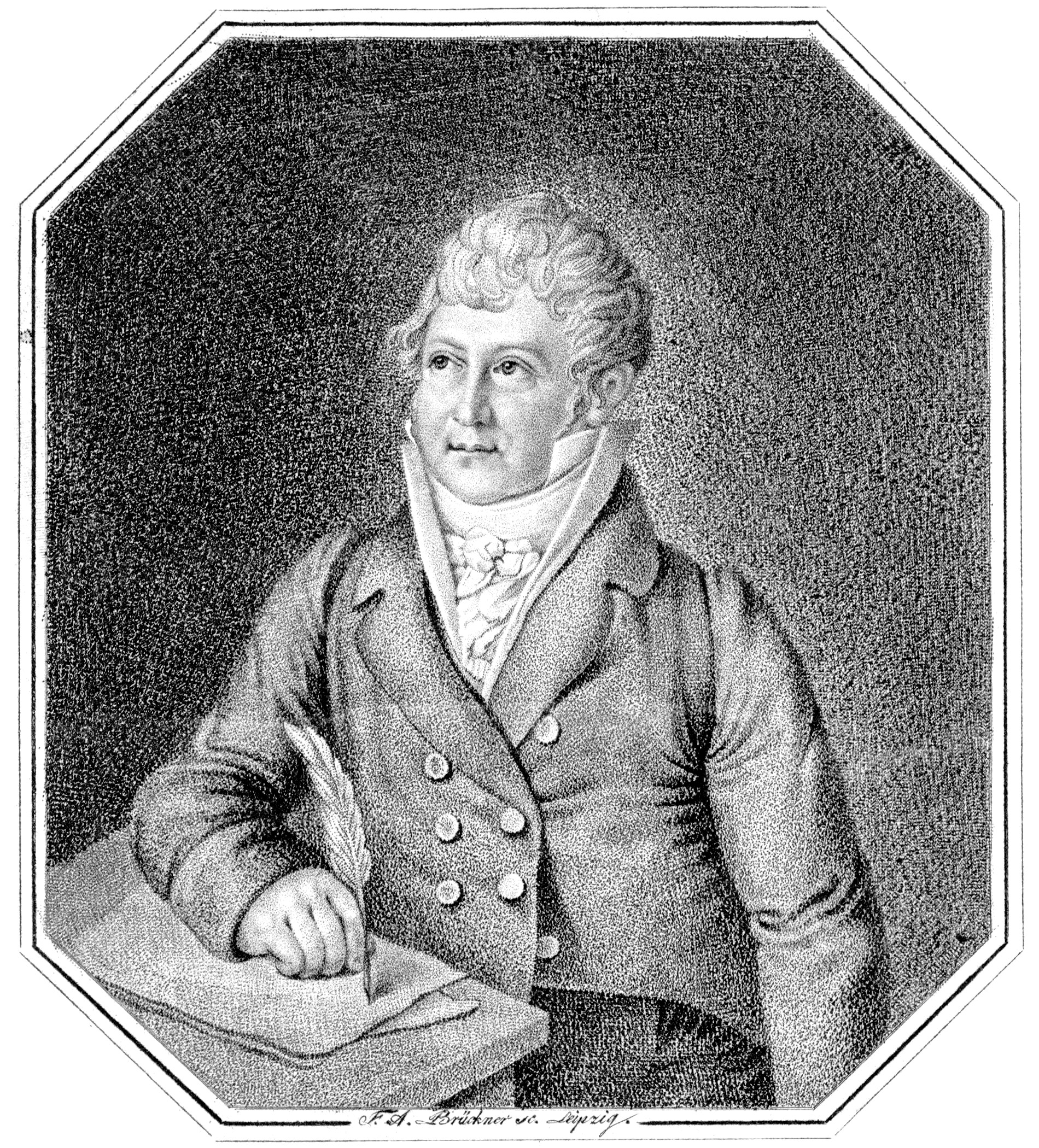
August Eberhard Müller

- 14 janvier : Pierre-Alexandre Monsigny, compositeur français (° 17 octobre 1729).
- 28 janvier : F. L. Æ. Kunzen, compositeur et chef d'orchestre allemand (° 24 septembre 1761).
- 9 février : Franz Tausch, clarinettiste et compositeur allemand (° 26 décembre 1762).
- 23 février : Bazyli Bohdanowicz, violoniste et compositeur polonais (° 1740).
- 6 avril : Bonaventura Furlanetto, compositeur, maître de chapelle et pédagogue italien (° 27 mai 1738).
- 22 avril : Benoît-Joseph Marsollier, auteur dramatique et librettiste d’opéras-comiques français (° 1750).
- 24 août : Nancy Storace, soprano anglaise (° 27 octobre 1766).
- 12 octobre : Johann Franz Xaver Sterkel, compositeur, pianiste et organiste allemand (° 3 décembre 1750).
- 18 octobre : Étienne-Nicolas Méhul, compositeur français (° 22 juin 1763).
- 1er décembre : 
  - Charles Hérissé, compositeur français (° 11 décembre 1737).
  - Justin Heinrich Knecht, compositeur et organiste allemand (° 30 septembre 1752).
- 3 décembre : August Eberhard Müller, compositeur, organiste et Thomaskantor allemand (° 13 décembre 1767).

Date indéterminée
- Anton Bemetzrieder, compositeur, théoricien et professeur de musique français (° 26 mars 1739).